# Spanje op het Eurovisiesongfestival 2013

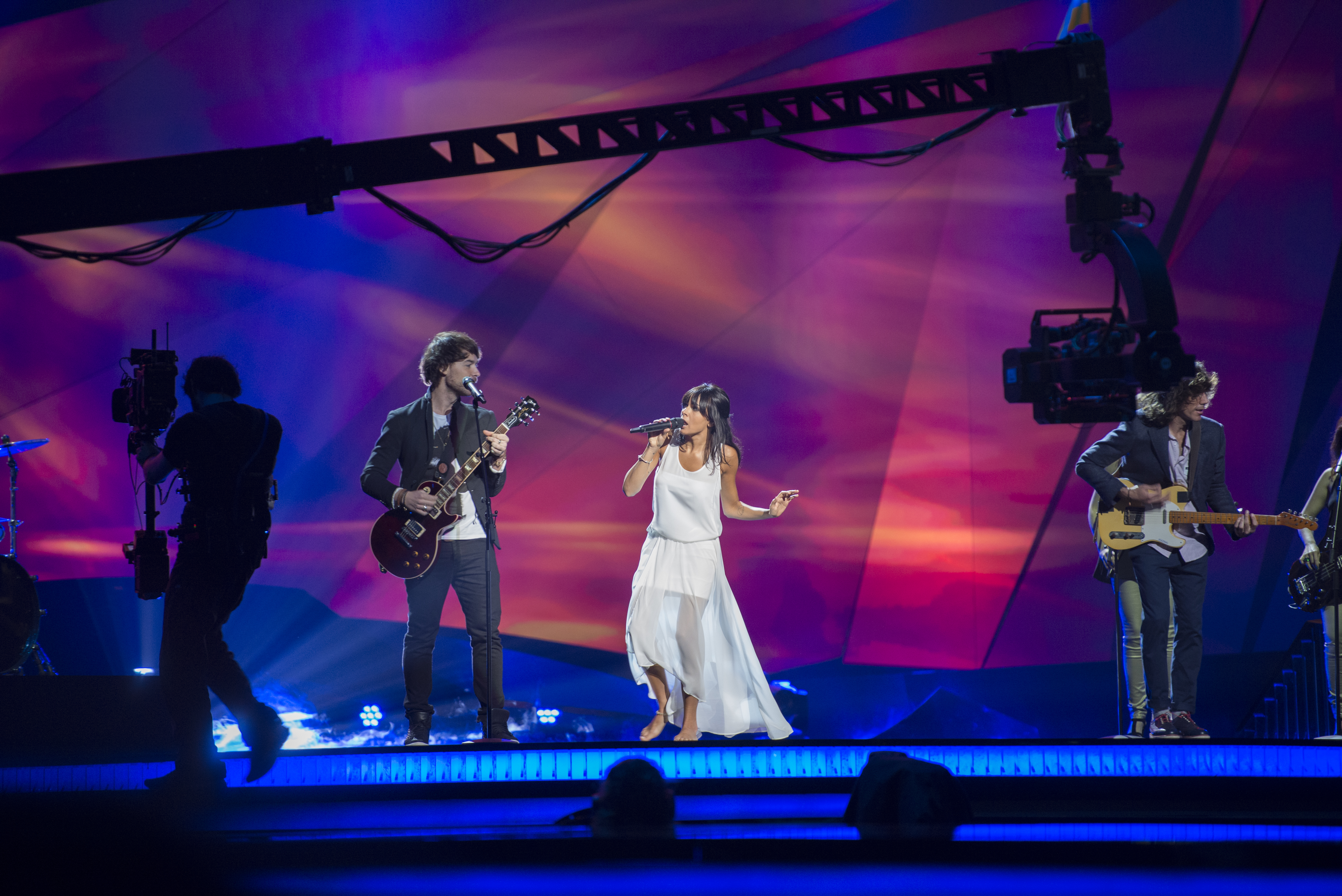
Spaanse bijdrage aan het Eurovisiesongfestival 2013

Spanje nam deel aan het Eurovisiesongfestival 2013 in Malmö, Zweden. Het was de 53ste deelname van het land op het Eurovisiesongfestival. TVE was verantwoordelijk voor de Spaanse bijdrage voor de editie van 2013.

## Selectieprocedure
De Spaanse openbare omroep maakte op 10 december 2012 bekend te zullen deelnemen aan de komende editie van het Eurovisiesongfestival. Een week later, op 17 december, werd duidelijk dat TVE El Sueño de Morfeo naar Malmö stuurt. Met welk nummer de groep naar Zweden trekt om de Spaanse kleuren te verdedigen, wordt bepaald tijdens een nationale finale in het voorjaar van 2013. Er zullen vier nummers worden gebracht tijdens deze show, waarna een vakjury en het publiek via televoting mogen bepalen met welk nummer El Sueño de Morfeo naar Malmö zal afreizen. Uiteindelijk werd het nummer Contigo hasta el final gekozen om een zo hoog mogelijke plek te behalen in de finale.

## In Malmö
Als lid van de vijf grote Eurovisielanden mocht Spanje rechtstreeks deelnemen aan de grote finale, op zaterdag 16 mei 2013. Het eindigde er als voorlaatste.
1961 · 1962 · 1963 · 1964 · 1965 · 1966 · 1967 · 1968 · 1969 · 1970 · 1971 · 1972 · 1973 · 1974 · 1975 · 1976 · 1977 · 1978 · 1979 · 1980 · 1981 · 1982 · 1983 · 1984 · 1985 · 1986 · 1987 · 1988 · 1989 · 1990 · 1991 · 1992 · 1993 · 1994 · 1995 · 1996 · 1997 · 1998 · 1999 · 2000 · 2001 · 2002 · 2003 · 2004 · 2005 · 2006 · 2007 · 2008 · 2009 · 2010 · 2011 · 2012 · 2013 · 2014 · 2015 · 2016 · 2017 · 2018 · 2019 · 2020 · 2021 · 2022 · 2023 · 2024 · 2025
Albanië · Armenië · Azerbeidzjan · België · Bulgarije ·  Cyprus · Denemarken · Duitsland · Estland · Finland · Frankrijk · Georgië · Griekenland · Hongarije · Ierland · IJsland · Israël · Italië ·  Kroatië · Letland · Litouwen · Macedonië · Malta · Moldavië · Montenegro · Nederland · Noorwegen · Oekraïne · Oostenrijk · Roemenië · Rusland · San Marino · Servië · Slovenië · Spanje · Verenigd Koninkrijk · Wit-Rusland · Zweden · Zwitserland